# Martina Růžičková
Martina Růžičková (nascida em 22 de março de 1980) é uma ciclista tcheca. Foi a quinquagésima segunda colocada na prova de estrada individual nos Jogos Olímpicos de 2004, em Atenas, Grécia.

## Resultados[2]
| Jogos              | Idade | Cidade | Esporte  | Evento  | Equipe           | NOC | Posição | Medalha |
| ------------------ | ----- | ------ | -------- | ------- | ---------------- | --- | ------- | ------- |
| Olimpíadas de 2004 | 24    | Atenas | Ciclismo | Estrada | República Tcheca | CZE | 52      |         |